# Teateråret 1937

## Händelser

### Okänt datum
- Oskar Textorius blir chef för Storan.

## Årets uppsättningar

### Okänt datum
- Ove Ekelunds pjäs Fransson den förskräcklige uruppförs av Radioteatern.
- Herbert Grevenius pjäs Rum med kokvrå  uruppförs av Radioteatern.

## Avlidna
- 25 november - Lilian Baylis, 63, teaterchef för Old Vic i London.[1]